# Esbjerg Idrætspark
Esbjerg Idrætspark er den samlede betegnelse for en række idræts- og fritidsfaciliteter som hovedsageligt er placeret på Gl. Vardevej i Esbjerg. Parkens faciliteter er ejet af Esbjerg Kommune, men administreres og drives af den selvejende institution Sport & Event Park Esbjerg (SEPE). SEPE driver også et antal faciliteter som ikke formelt er en del af Esbjerg Idrætspark, hvoraf nogle er placeret i tilknytning til denne, mens andre ligger i udkanten af og i Esbjergs opland.
Administrationen er lokaliseret i Idrættens Hus ligeledes på Gl. Vardevej, hvor forskellige foreninger og organisationer også er beliggende.

## Svømmestadion Danmark
Svømmestadion Danmark er Danmarks største badeland. Opført i 1996.
- Badelandet omfatter bl.a. et lavvandet område, et bølgebassin, en modstrømskanal og omfatter en rutsjebane, som er 6 meter høj og 54 meter lang.
- Romersk Bad indeholder bl.a. et 45 graders dampbad, en 50 graders soft-sauna, en 90 graders finsk sauna, 38 graders spa samt et 15 grader koldt bassin og et 34 grader varmt bassin.
- Konkurrencebassinet er et 50 meter langt og 25 meter bredt bassin, som kan deles op i tre bassiner: et 25 meter konkurrencebassin, et midterbassin med mulighed for forskellige vanddybder (0,9 m – 1,2 m – 1,40 m eller 2,0 m) samt et springbassin. Udspringsområdet er placeret ved konkurrencebassinet (springbassinet), hvor der er 1- og 3-metervipper samt et 5 meter højt springtårn.

Svømmestadionet omfatter udover selve bassinerne en café samt en nyopført separat wellness-afdeling.
Flere klubber er tilknyttet stedet, bl.a. Danmarks største svømmeklub West Swim.
I april 2007 afsatte Esbjerg Kommune penge til at udvide med et nyt mindre bassin til motionshold som vandaerobics.
I august 2020 indviedes flere nye vandrutsjebaner, udvidelsen betegnes som den største opgradering siden opførelsen.